# Sint-Jozefkapel (Berg aan de Maas)

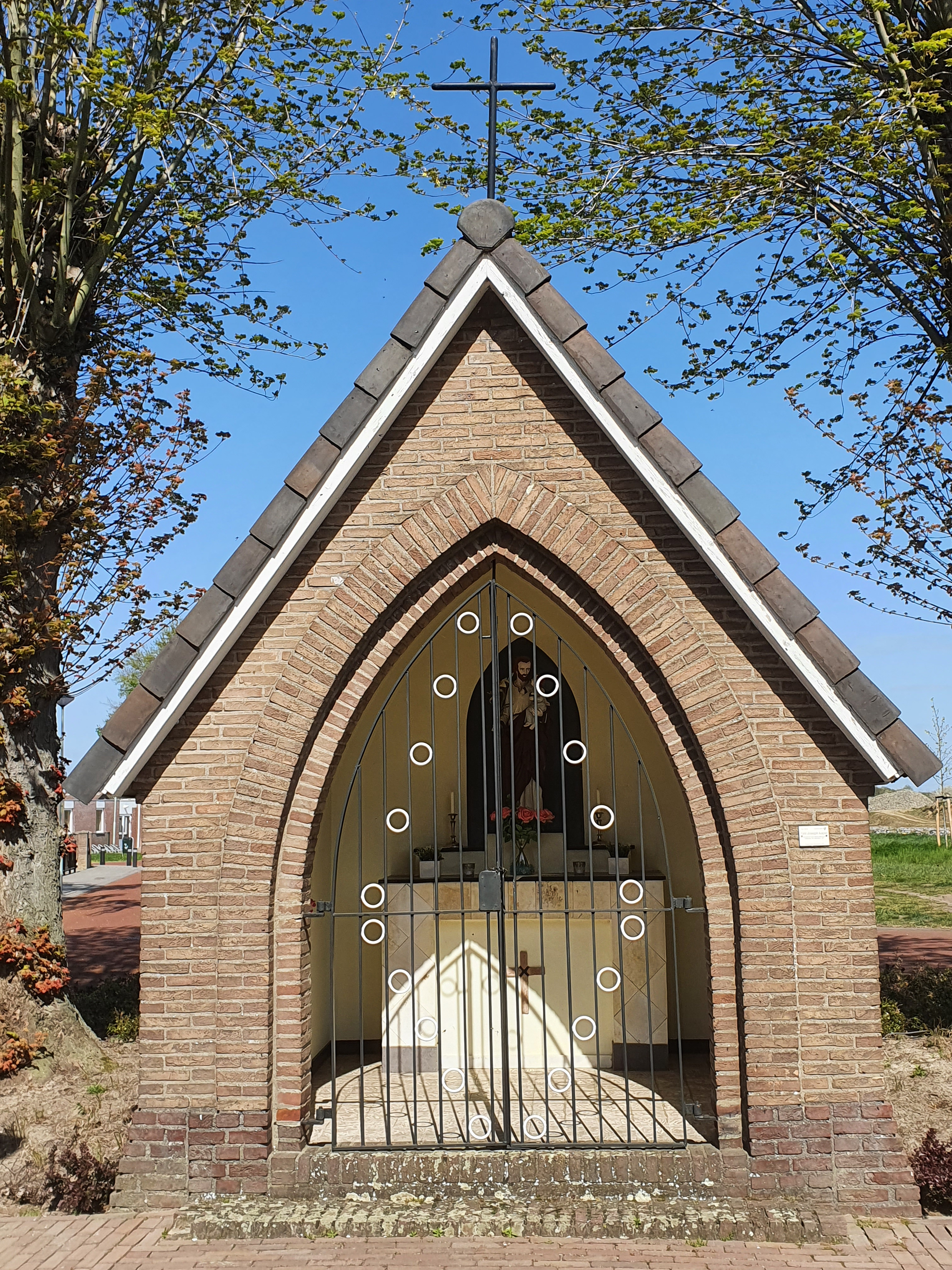
De Sint-Jozefkapel

De Sint-Jozefkapel is een kapel in Berg aan de Maas in de Nederlands Zuid-Limburgse gemeente Stein. De kapel staat in het noordoosten van het dorp op de hoek waar de Marijkelaan en Margrietstraat samen komen. Op ongeveer 40 meter naar het zuidoosten ligt het Julianakanaal.
De kapel is gewijd aan de heilige Jozef van Nazareth.

## Geschiedenis
In 1957 werd de kapel gebouwd naar het ontwerp van Thei Wenmekers. De gemeente Urmond schonk de grond en leden van de Katholieke Arbeidersbond en de mijnwerkersbond bouwden de kapel.

## Bouwwerk
De bakstenen kapel is gebouwd op een rechthoekig plattegrond en wordt gedekt door een zadeldak met pannen. Op de nok van het dak is boven de frontgevel een smeedijzeren kruis geplaatst. De achtergevel en frontgevel steken iets uit waardoor de zijgevels iets terug liggen en in de beide zijgevels is elk een spitsboogvenster aangebracht. In de frontgevel bevindt zich de spitsboogvormige toegang tot de kapel die wordt afgesloten met een hek voorzien van siersmeedwerk gedecoreerd met witte cirkels.
Van binnen is de kapel wit geschilderd en is er tegen de achterwand een massief altaar geplaatst. Op het altaar staat op een sokkel het polychrome beeld van de heilige Jozef dat de heilige toont met op zijn linkerarm het kindje Jezus, beide met een metalen aureool. Achter het beeld wordt een nis gesuggereerd door een spitsboogvormig deel van de wand blauw te schilderen.